# Sevaster
Sevaster (em albanês:  komuna) é uma comuna da Albânia localizada no distrito de Vlorë, prefeitura de Vlorë.